# Тит Аврелий Фульв (консул 89 года)
Тит Аврелий Фульв (лат. Titus Aurelius Fulvus) — римский политический деятель второй половины I века.
Семья Фульва происходила из города Немаус в провинции Нарбонская Галлия. Его отцом был двукратный консул Тит Аврелий Фульв. Фульв-младший, по всей видимости, был включен в состав сената во время совместной цензуры императора Веспасиана и его сына Тита в 73/74 году. В 89 году он занимал должность ординарного консула вместе с Марком Азинием Атрацином.
Его супругой была Аррия Фадилла, дочь двукратного консула Гнея Аррия Антонина. В их браке родился будущий император Антонин Пий. Вскоре после консульства Фульв скончался. В правление его сына в его честь была возведена статуя.
Как сообщает «История Августов», Фульв «отличался суровостью и неподкупностью».